# Meisengimpel

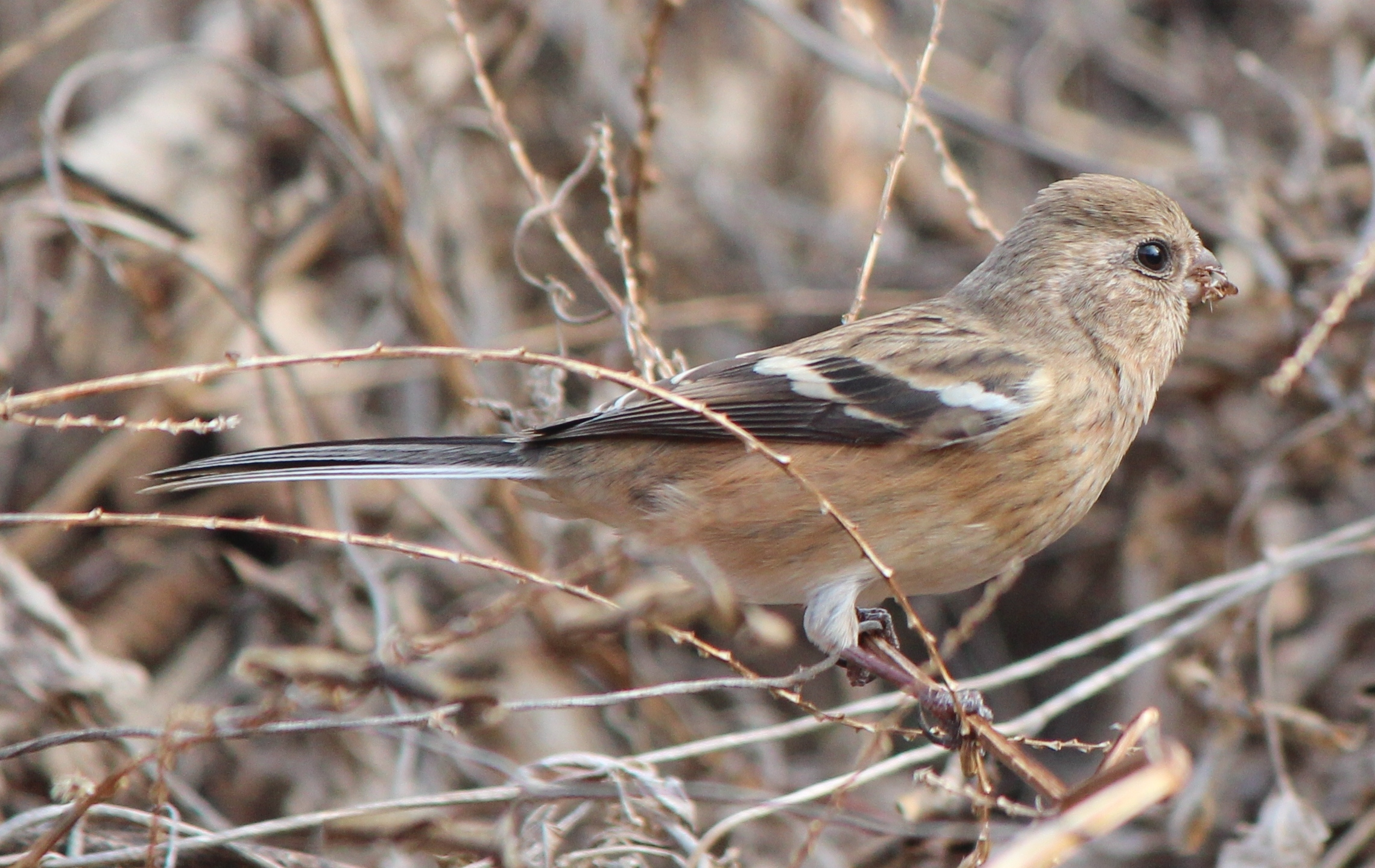
Weibchen des Meisengimpels

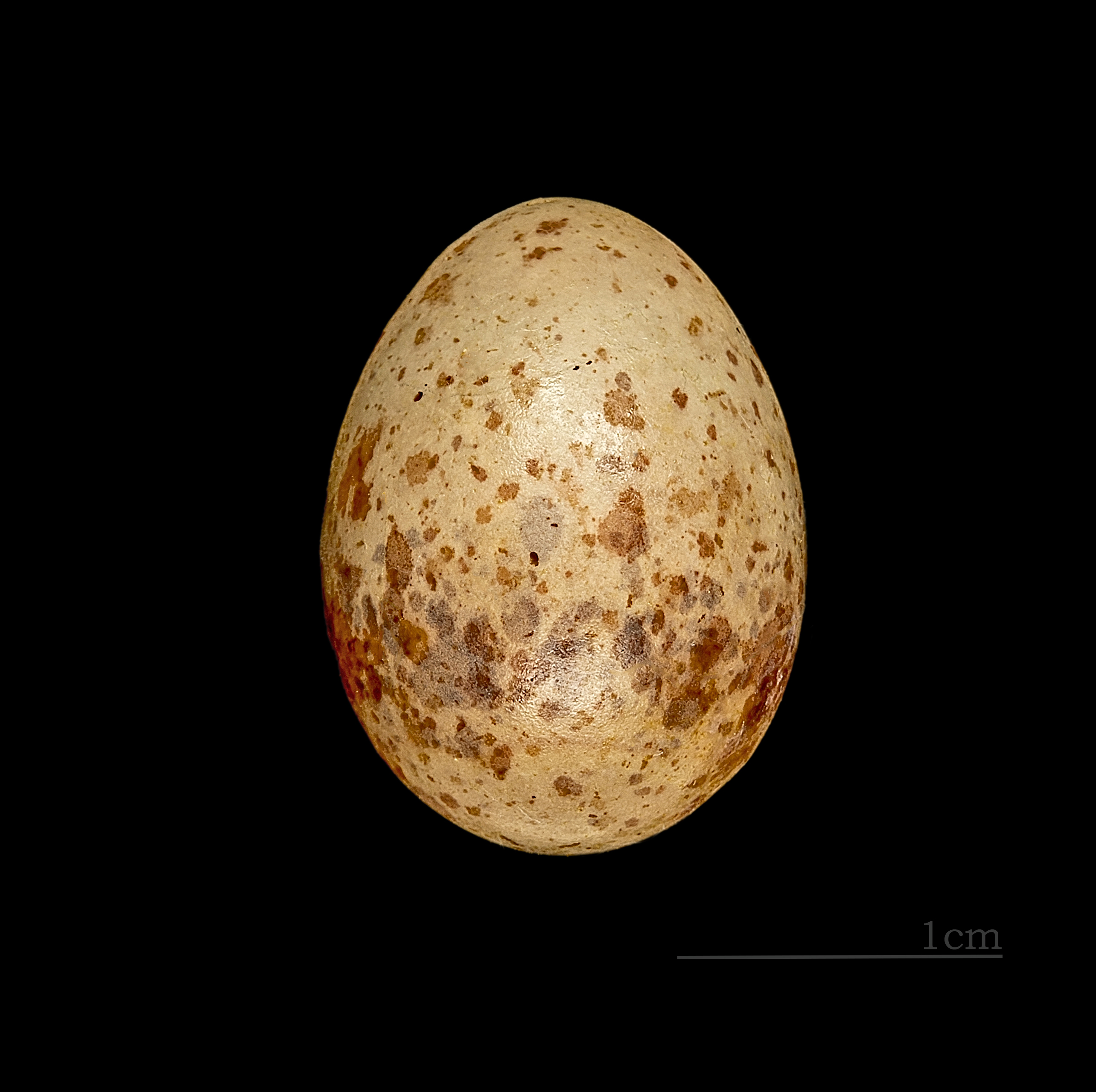
Ei des Meisengimpels

Der Meisengimpel (Carpodacus sibiricus, Syn.: Uragus sibiricus) ist eine Vogelart aus der Familie der Finken und vor der Eingliederung in die Gattung der Karmingimpeln der einzige Vertreter der Gattung Uragus. Die Art hat ihren deutschen Namen dem für Finken sehr lange Schwanz zu verdanken, der ihr eine gewisse Ähnlichkeit mit der Schwanzmeise oder auch (bei den kurzschwänzigeren Unterarten) mit anderen Meisen verleiht. Meisengimpel besiedeln große Teile der gemäßigten Zone Asiens.

## Beschreibung

### Aussehen
Im Habitus ähnelt der 16–18 cm lange Meisengimpel den anderen Carpodacus-Arten, fällt aber durch den sehr langen Schwanz auf, dessen Länge je nach Unterart stark variieren kann. Diesem Merkmal hat er auch seine Ähnlichkeit mit den eigentlichen Meisen und insbesondere der Schwanzmeise – übrigens auch in Bewegung und Verhalten – zu verdanken und somit auch seinen Namen. Der hellgelbliche Schnabel ähnelt dem des Karmingimpels, ist aber kräftiger. Zudem weist der Unterschnabel einen deutlichen Gonyswinkel und dahinter eine bogenförmig eingebuchtete Unterkante auf.
Im Brutkleid zeigt das Männchen an der Schnabelwurzel und vor dem Auge bis auf die Stirn ein sehr kräftiges und dunkel ausgeprägtes Karminrot. Hinter dem Auge zieht sich ein dunkler Streifen bogenförmig herab und umrandet die hellen Wangen. Kopfkappe und Nacken sind weißlich oder hellgrau davon abgesetzt, ebenso die Wangen und die Kehle, die aber meist ebenfalls intensiv rosa überhaucht sind. Die karminrote Färbung findet sich auch an den Nackenseiten, am Bürzel sowie auf der Brust. An den Flanken und am hinteren Rumpf sowie an der Beinbefiederung lässt sie in der Intensität nach, bisweilen bis hin zu einer weißlichen Färbung. Im Brutkleid sind die karminroten Partien besonders farbintensiv bis hin zu purpurrot bei der Unterart C. s. sanguinolentus. Die Kopfzeichnung ist besonders kontrastreich. Im Winterkleid ist die Grundfärbung des Männchens an Kopf, Unterseite und Nacken weißlich, die sonst dunkelrosa bis karminroten Partien sind eher zartrosa und weniger ausgedehnt.
Der Rücken trägt die für viele Finken typische dunkle Streifung, die bei einigen Unterarten (z. B. der Nominatform) mit karminrot durchsetzt, bei anderen (z. B. C. s. lepidus) aber überwiegend dunkel graubraun ist. Bei diesen gehen Färbung und Zeichnung des Rückens bis auf den oberen Kopf. Auf der Brust kann in schwacher Form ebenfalls eine Streifung vorhanden sein. Sie setzt sich auf den Schultern fort. Darunter zeigt sich ein auffälliges weißes Querband sowie am unteren Rand der sonst dunklen Armdecken ein zweites, das etwas schmaler sein kann. Diese zwei Bänder sind recht auffällig und beim Weibchen und im Jugendkleid der Zeichnung des Buchfinken nicht unähnlich. Die Armschwingen sind meist dunkel, die inneren Armschwingen sind mehr oder weniger breit hell gesäumt. Sie bilden beim zusammengelegten Flügel ein helles Feld, dass vor allem beim Männchen im Brutkleid besonders weiß hervortritt. Der dunkle Schwanz, der etwa die Länge des Rumpfes hat, zeigt auffällige weiße Außenkanten.
Das Weibchen zeigt eine sehr viel unauffälligere, eher graubeige bis weißliche Färbung mit deutlicher Streifung, allenfalls Brust und Bürzel sind rötlich braun überhaucht. Jungvögel sind überwiegend graubraun gefärbt.
Der Meisengimpel kann mit dem seltenen Rosenschwanzgimpel (Urocynchramus pylzowi) verwechselt werden, der einen ähnlich langen Schwanz hat und auch sonst recht ähnlich ist. Ihm fehlen die abgesetzten hellen Kopfpartien, die weiße Flügelzeichnung und das dunkle Karminrot in der Gesichtszeichnung.

### Lautäußerungen
Der Ruf des Meisengimpels ist ein melodischer, meist dreisilbiger Triller, der ein wenig an den einer Heckenbraunelle erinnert und mit pi-ju-iin, su-wi su-wi swi-o tschi-wi-o beschrieben wird. Ebenso wird ein aufsteigendes sit-it-it oder wid-wid-wid geäußert (Hörbeispiel). Die Unterart U. s. sanguinolentus ruft weich und flötend hwit-hwot. Der Alarmruf erinnert an den des Buchfinken.
Der Gesang (Hörbeispiel) besteht aus einer kleinen Strophe plätschernder Triller (z. B. wridida-wridide-wruidi), die mehrfach wiederholt wird. Er wird mit denen von Fichtenkreuzschnabel (nur kräftiger) und Heckenbraunelle verglichen.
Beim Flug ist ein hell-metallisches prürr-prürr-prürr im Takt der Flügelschläge zu vernehmen, das relativ weit trägt und auch durch dichtes Unterholz hörbar ist. Dieses Fluggeräusch dient vermutlich dazu, den Kontakt zu Artgenossen aufrechtzuerhalten und kann offenbar auch unterdrückt werden. Es wird vermutet, dass die zugespitzte neunte Handschwinge den Klang erzeugt.

## Verbreitung und Bestand
Das Verbreitungsgebiet des Meisengimpels liegt im östlichen Teil der Paläarktis und erstreckt sich von Westsibirien bis in den Südteil von Sachalin, über die Kurilen und nach Hokkaidō. Im Süden reicht die Verbreitung in die Mongolei, nach Nordostchina und bis Nordkorea. Östlich von Tibet gibt es in den chinesischen Gebirgsregionen ein relativ kleines, isoliertes Vorkommen.
Der Meisengimpel ist ein Teilzieher. Die nördlichen Populationen ziehen meist beim ersten Frost in südlichere Regionen. Im Winter ist er daher auch in Kasachstan, Kirgisien und Mittelchina zu finden.
Sehr selten kommen Nachweise in Europa vor. Da diese Art auch bei Vogelhaltern sehr beliebt ist, handelt es sich wohl meistens um Gefangenschaftsflüchtlinge.
Zahlen zum Bestand fehlen. Da die Art aber in vielen Teilen des umfangreichen Brutgebiets als sehr verbreitet beschrieben wird und nur stellenweise selten ist, gilt sie als nicht gefährdet.

## Unterarten
- C. s. sibiricus (Pallas, 1773) – südliches Sibirien, westwärts bis zu den Ausläufern des westlichen Altai, ostwärts bis nach Xinjiang und in die nördliche Mongolei und bis in den Norden äußeren Mandschurei
- C. s. ussuriensis Buturlin, 1915 – Region Primorje und äußere Mandschurei sowie Nordostchina bis Nordkorea
- C. s. sanguinolentus (Temminck & Schlegel, 1848) – Sachalin, südliche Kurilen, Hokkaidō (teilweise auch nördliches Honshu), Nordkorea
- C. s. henrici Oustalet, 1892 – südliches Sichuan und westwärts bis in den äußersten Südosten Tibets sowie südwärts bis ins nördliche Yunnan
- C. s. lepidus David & Oustalet, 1877 – von Shānxī bis ins südliche Shaanxi und das südöstliche Gansu

## Lebensweise
Der Meisengimpel besiedelt feuchte Gehölze oder lichte Wälder mit viel Unterwuchs. Bevorzugt liegen diese in Flussniederungen und bestehen zumeist aus Kiefer, Birke und Erle, aber auch aus Dornsträuchern, Weiden, Lärchen oder Pappeln. Ebenso ist er im offenen Buschland, Grünland, Röhricht und Feuchtwiesen zu finden. Meist sind Einzelvögel oder Paare zu beobachten. Diese bewegen sich meist recht heimlich im Dickicht, das Männchen singt aber zur Brutzeit auf exponierten Warten.
Besonders nach der Brutzeit bilden sich bisweilen kleinere Ansammlungen von bis zu 15 Individuen und suchen im offeneren Gelände, beispielsweise in Hochstaudensäumen nach Nahrung. Diese wird oft wie beim Stieglitz an Stauden hängend aus Frucht- und Samenständen gepickt und besteht zumeist aus kleinen Sämereien, aber auch aus größeren Pflanzensamen wie z. B. vom Beifuss. Der lange Schwanz ermöglicht dabei eine besonders geschickte Bewegung.